# Bawół (wieś)
Bawół – dawna wieś położona pod Krakowem, na terenie dzisiejszej dzielnicy Kazimierz.
Wieś, istniejąca we wschodniej części wyspy tworzonej przez dwie odnogi Wisły (zobacz: Stara Wisła), powstała prawdopodobnie w XII w. Pierwsza wzmianka źródłowa pochodzi z roku 1198 i dotyczy przekazania wsi przez Andrzeja z rodu Gryfitów bożogrobcom z Miechowa. W latach 70. XIII w. wieś Bawół została lokowana – urbanistyczny relikt ówczesnego centrum wsi (które stanowił plac-łąka, tzw. nawsie) może stanowić dzisiejsza ul. Szeroka, późniejsze centrum miasta żydowskiego na Kazimierzu. Prawdopodobnie w tym samym okresie (świadczy o tym przekaz Długosza o powstaniu parafii w 1276 r.) wzniesiono we wsi parafialny kościół św. Wawrzyńca. Z 1278 r. pochodzi wzmianka o właścicielu wsi, rycerzu Wawrzyńcu, który oddawał wieś w zastaw (kwestia własności Bawołu jest w źródłach zagmatwana, ze źródeł wynika, że dość często zmieniała ona właścicieli przechodząc z rąk rycerskich w kościelne i odwrotnie). 
W 1340 r. Bawół, wykupiony przez króla Kazimierza Wielkiego został włączony w granice powstającego wówczas miasta Kazimierz. Widoczne jest to w pewnym stopniu do dziś w układzie urbanistycznym Kazimierza, w którym wschodni rejon (późniejszego miasta żydowskiego, a wcześniejszego centrum Bawołu) odróżnia się od nieco bardziej regularnej siatki ulic pozostałej części miasta, wytyczonej po lokacji w 1335 r. Kościół św. Wawrzyńca przetrwał te przemiany (choć utracił status świątyni parafialnej na rzecz wzniesionego wówczas kościoła Bożego Ciała) i został ostatecznie zburzony dopiero na przełomie XVIII i XIX w. 
Nazwa Bawół była używana jeszcze przez kilka stuleci na określenie pól uprawnych poza obrębem murów kazimierskich, na wschód od miasta, niegdyś należących do wsi. Obecnie nazwę „Bawół” nosi niewielki plac na Kazimierzu, usytuowany w pobliżu dawnej granicy polskiej i żydowskiej części Kazimierza, w pobliżu którego niegdyś wznosił się kościół św. Wawrzyńca.
Wieś Bawół pojawia się w legendzie przekazanej przez Jana Długosza, wedle której na bagnach w pobliżu Bawołu złodzieje mieli porzucić monstrancję z hostią, skradzioną z krakowskiego kościoła Wszystkich Świętych (po tym, gdy przekonali się, że jest tylko pozłacana). Jasność, którą wywoływała hostia, pozwoliła ją odnaleźć, a król Kazimierz Wielki miał uznać ten cud za znak szczególny i ufundować z tego powodu w tym miejscu kościół pod wezwaniem Bożego Ciała.